# Mediterraneo (Rio)
Mediterraneo è il quarto album della pop rock band Rio, uscito in Italia il 28 giugno 2011.
Si tratta dell'ultimo album che vede la presenza di Marco Ligabue, che in seguito deciderà di lasciare la band per intraprendere la carriera da solista.

## Singoli
Il primo singolo ufficiale tratto dall'album Mediterraneo dei Rio è  150, seguito da Gioia nel cuore e Mediterraneo.

## Tour
I Rio hanno iniziato il loro tour "Mediterraneo tour" il 25 giugno 2011 con la tappa di Pigneto.

## Tracce
1. Quanto dura l'amore
2. Hai qualcosa per me
3. Gioia nel cuore
4. Tanto rumore per nulla
5. Mediterraneo
6. Pioggia sulla faccia
7. 150
8. Certamente tu
9. Tutti fuori
10. Mondo incredibile
11. Il cuore di Mia (bonus track iTunes)

## Classifiche
| Paese  | Posizione raggiunta |
| ------ | ------------------- |
| Italia | 13                  |